# Нераида (дем Сервия)
Вижте пояснителната страница за други значения на Нераида.
Нераида (на гръцки: Νεράιδα) е село в Република Гърция, част от дем Сервия на област Западна Македония.

## География
Селото е разположено на 280 m надморска височина, на левия бряг на река Бистрица (Алиакмонас), от северната страна на Сервийския мост. На юг от Нераида с лице към Бистрица се намира Нераидската пещера с праисторически останки.

## История
Селото е основано през 30-ге години от гърци бежанци. За пръв път е регистрирано в преброяването от 1940 година.
Населението традиционно произвежда жито, овошки и други земеделски продукти, като се занимава и със скотовъдство.
| Име          | Име           | Ново име | Ново име  | Описание                  |
| ------------ | ------------- | -------- | --------- | ------------------------- |
| Екмексизкьой | Έκμεκσίζ Κιόϊ | Айоргис  | Άϊγιώργης | местност на СЗ от Нераида |

| Година    | 1913 | 1920 | 1928 | 1940 | 1951 | 1961 | 1971 | 1981 | 1991 | 2001 | 2011 | 2021 |
| --------- | ---- | ---- | ---- | ---- | ---- | ---- | ---- | ---- | ---- | ---- | ---- | ---- |
| Население |      |      |      | 153  | 199  | 278  | 187  | 95   | 182  | 132  | 148  | 127  |